# Aurelius Arkenau

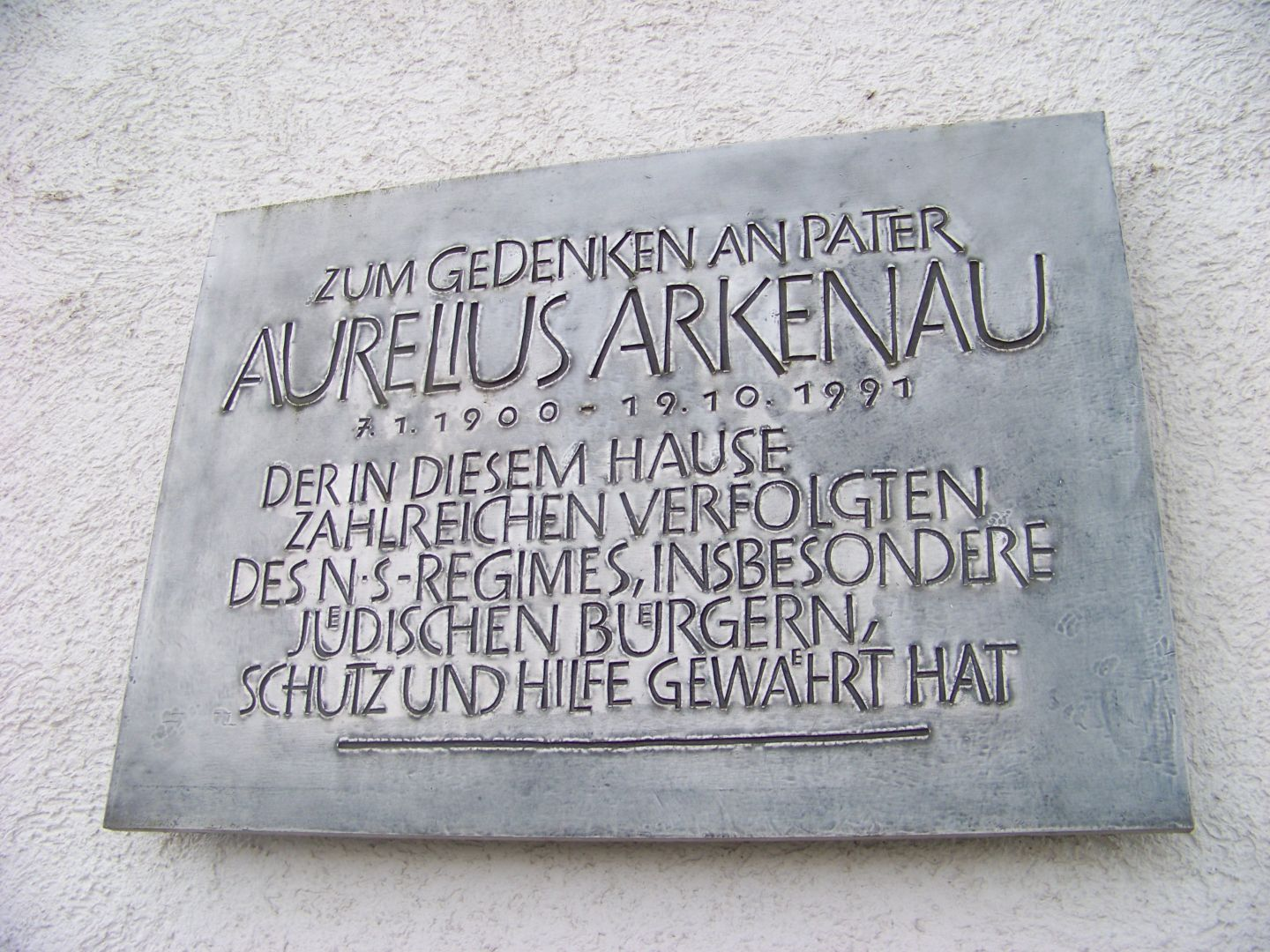
Gedenktafel in Wahren

Aurelius Maria Arkenau OP (* 7. Januar 1900 in Essen (Oldenburg) als Joseph August Arkenau; † 19. Oktober 1991 in Bedburg-Kirchherten) war ein deutscher Dominikanerpater und Gegner des NS-Regimes.
Er war in den Jahren 1940 bis 1946 Pfarrer und Superior des Dominikanerkonvents des Dominikanerklosters St. Albert in Leipzig. Von 1942 bis 1945 versteckte er Deserteure, Zwangsarbeiter, Juden und Kommunisten im Kloster oder im eigenen Pfarrhaus und vermittelte ärztliche Hilfe und falsche Pässe. Er wurde am 5. August 1999 von der israelischen Gedenkstätte Yad Vashem als Gerechter unter den Völkern geehrt.
Ihm zu Ehren ist das Gästehaus des Klosterneubaus nach ihm benannt worden, ebenso der zentrale Platz am Wahrener Rathaus in der Nähe des Klosters. An seinem Geburtshaus gegenüber der Kirche in Essen erinnert eine Gedenktafel an den couragierten Ordensmann.